# Meriandra
Meriandra là một chi thực vật có hoa trong họ Hoa môi (Lamiaceae).

## Loài
Chi Meriandra gồm các loài: